# Laďa Kerndl
Vladimír „Laďa“ Kerndl (* 16. května 1945 Brno) je český zpěvák. Jeho doménou je jazz a swing.
Vystudoval střední průmyslovou školu strojní. Dále pak vystudoval hudební školu, ve které si zvolil obor klavír. Roku 1960 založil hudební skupinu Tomahawk. V roce 1970 přešel na profesionální dráhu zpěváka do orchestru Termiti kapelníka Jaroslava Řehánka. Později odtud přešel do kapely Leona Slezáka, se kterou v letech 1971 až 1984 jezdil do Norska. Dále pak putoval na amerických výletních lodích.
Po návratu do Česka v polovině 90. let onemocněl rakovinou hrtanu a pravé mandle. Po vyléčení už se na moře nevrátil a vybudoval si novou kariéru v Česku. Své vzpomínky zpracoval s novinářem Petrem Mackem do knihy Laďa Kerndl: Kariéra na druhý dech. Jeho dcera Tereza Kerndlová je také zpěvačkou, syn Robert Kerndl je místním politikem za ODS. 

## Ocenění
V lednu roku 2025 obdržel Cenu města Brna za mimořádný přínos městu Brnu za rok 2024.

## Diskografie
- Jazzový Dům – 1995
- Evergreens – 1997
- Tribute To Duke Ellington – 1999
- Evergreens 2 Over 2000 – 1999
- Swinging Christmas – 2000
- Evergreens 3 Live – 2001
- I Suddenly Realised... – 2001
- Buona Sera – 2002
- Love Songs – 2002
- ...pár příběhů – 2004
- Symphony & Evergreens – 2006
- Together Again – 2007
- Golden Evergreens – 2008
- Zdá se to pár dní – 2009
- Filmové melodie – 2010

## Filmografie
- Ostrov svaté Heleny – 2011